# NGC 5986
NGC 5986 es un cúmulo globular en la constelación de Lupus, situado 2,5º al oeste-noroeste de η Lupi. No es un cúmulo particularmente denso (clase VII) y tiene dos estrellas muy luminosas de tipo espectral A-F. Se encuentra a 40.000 años luz de distancia del sistema solar.
Fue descubierto por el astrónomo James Dunlop en 1826.